# Gaylussacia virgata
Gaylussacia virgata är en ljungväxtart som beskrevs av Carl Friedrich Philipp von Martius och Meissn. Gaylussacia virgata ingår i släktet Gaylussacia och familjen ljungväxter.

## Underarter
Arten delas in i följande underarter:
- G. v. bahiensis
- G. v. hilaireana
- G. v. nervosa